# Llista de rius de l'Alt Millars
Llista de rius, rambles i barrancs a la comarca de l'Alt MIllars, al País Valencià.
| Nom         | Tipus  | Conca   | Superfície conca | Longitud | Cabal      | Naixement                             | Naixement                                              | Desembocadura                           | Desembocadura                                          | Foto |
| Nom         | Tipus  | Conca   | Superfície conca | Longitud | Cabal      | Lloc                                  | Coord                                                  | Lloc                                    | Coord                                                  |      |
| ----------- | ------ | ------- | ---------------- | -------- | ---------- | ------------------------------------- | ------------------------------------------------------ | --------------------------------------- | ------------------------------------------------------ | ---- |
| Millars     | riu    |         | 4.028 km²        | 156 km   | 14,72 m³/s | Serra de Gúdar (el Castellar)         | 40° 24′ 15″ N, 0° 47′ 34″ O / 40.40419°N,0.79278°O     | mar Mediterrània (Castelló de la Plana) | 39° 54′ 31″ N, 0° 00′ 44″ O / 39.90862°N,0.01212°O     |      |
| Vilafermosa | riu    | Millars |                  | 57 km    |            | Serra de Gúdar (Valdelinares)         |                                                        | riu Millars (Vallat)                    | 40° 01′ 50″ N, 0° 20′ 32″ O / 40.0304503°N,0.3422689°O |      |
| Carbo       | riu    | Millars |                  |          |            | Massís del Penyagolosa (Vilafermosa)  | 40° 14′ 48″ N, 0° 22′ 52″ O / 40.2466613°N,0.3810323°O | riu de Vilafermosa (Vilafermosa)        | 40° 11′ 48″ N, 0° 25′ 04″ O / 40.1966065°N,0.4176748°O |      |
| Santa Ana   | rambla | Millars |                  |          |            | Serra d'Espadà (Sucaina)              | 40° 09′ 37″ N, 0° 28′ 10″ O / 40.1602119°N,0.4694958°O | riu Vilafermosa (Lludient)              | 40° 05′ 06″ N, 0° 22′ 24″ O / 40.085029°N,0.3734553°O  |      |
| la Maimona  | riu    | Millars |                  |          |            | Serra de Gúdar (San Agustín)          | 40° 04′ 00″ N, 0° 39′ 19″ O / 40.0666812°N,0.6552782°O | riu Millars (Montanejos)                | 40° 04′ 18″ N, 0° 31′ 31″ O / 40.0716237°N,0.5252549°O |      |
| Montant     | riu    | Millats |                  | 10 km    |            | Serra d'Espadà                        |                                                        | riu Millars (Montanejos)                | 40° 03′ 59″ N, 0° 31′ 23″ O / 40.0664°N,0.5231°O       |      |
| Cortes      | riu    | Millars |                  |          |            | Serra de Nogueroles (Cortes d'Arenós) |                                                        | riu Millars (Aranyel)                   | 40° 04′ 23″ N, 0° 29′ 59″ O / 40.0731368°N,0.4998533°O |      |
| Aiòder      | rambla | Millars | 70 km²           |          |            | Serra d'Espadà (Torralba)             | 40° 00′ 23″ N, 0° 25′ 43″ O / 40.0063035°N,0.4286142°O | riu Millars (Espadella)                 | 40° 01′ 42″ N, 0° 21′ 07″ O / 40.0283735°N,0.3519674°O |      |